# Igor Dodon
Igor Dodon, född 18 februari 1975 i Sadova, Moldaviska SSR, Sovjetunionen (nuvarande Moldavien), är en moldavisk nationalekonom och politiker.
Dodon var Moldaviens president från 23 december 2016 fram till 24 december 2020.

## Namn och skrivsätt
På rumänska: Igor Dodon; på ryska: И́горь Никола́евич Додо́н, Igor Nikolajevitj Dodon (används i Gagauzien och Transnistrien); på ukrainska: І́гор Микола́йович Додо́н, Ihor Mykolajovytj Dodon (används i Transnistrien).

## Fotnoter
1. ↑  Igor Nicolaevici Dodon (på moldavisk kyrilliska: Игор Николаевичь Додон), fullständigt före detta sovjetiskt (ryskt) namn
2. ↑  Nikolajevitj (på ryska: Никола́евич), är en rysk patronymikon
3. ↑  Mykolajovytj (på ukrainska: Микола́йович), är en ukrainsk patronymikon